# Sunbeam-Talbot Ten
Der Sunbeam-Talbot Ten ist ein PKW, den die Rootes Group 1938 als Ableger des zeitgenössischen Hillman Minx herausbrachte und unter der im gleichen Jahr neu geschaffenen Marke Sunbeam-Talbot verkaufte. Das Modell war als Tourenwagen, Limousine und Cabriolet verfügbar.

## Modellbeschreibung
Der klassische Wagen mit geschwungenen Kotflügeln und freistehenden Scheinwerfern hatte einen seitengesteuerten Vierzylinder-Reihenmotor mit 1185 cm³ Hubraum, der 41 bhp (30 kW) Leistung entwickelte. Alle vier Räder waren an Halbelliptik-Blattfedern aufgehängt. Das Fahrzeug erreichte eine Höchstgeschwindigkeit von 109 km/h.
Mit gleicher Karosserie, aber stärkerem Motor, wurde der Sunbeam-Talbot 2 litre geliefert.
1948 wurde das Modell durch den moderneren Sunbeam-Talbot 80 ersetzt.